# 威爾斯飲食

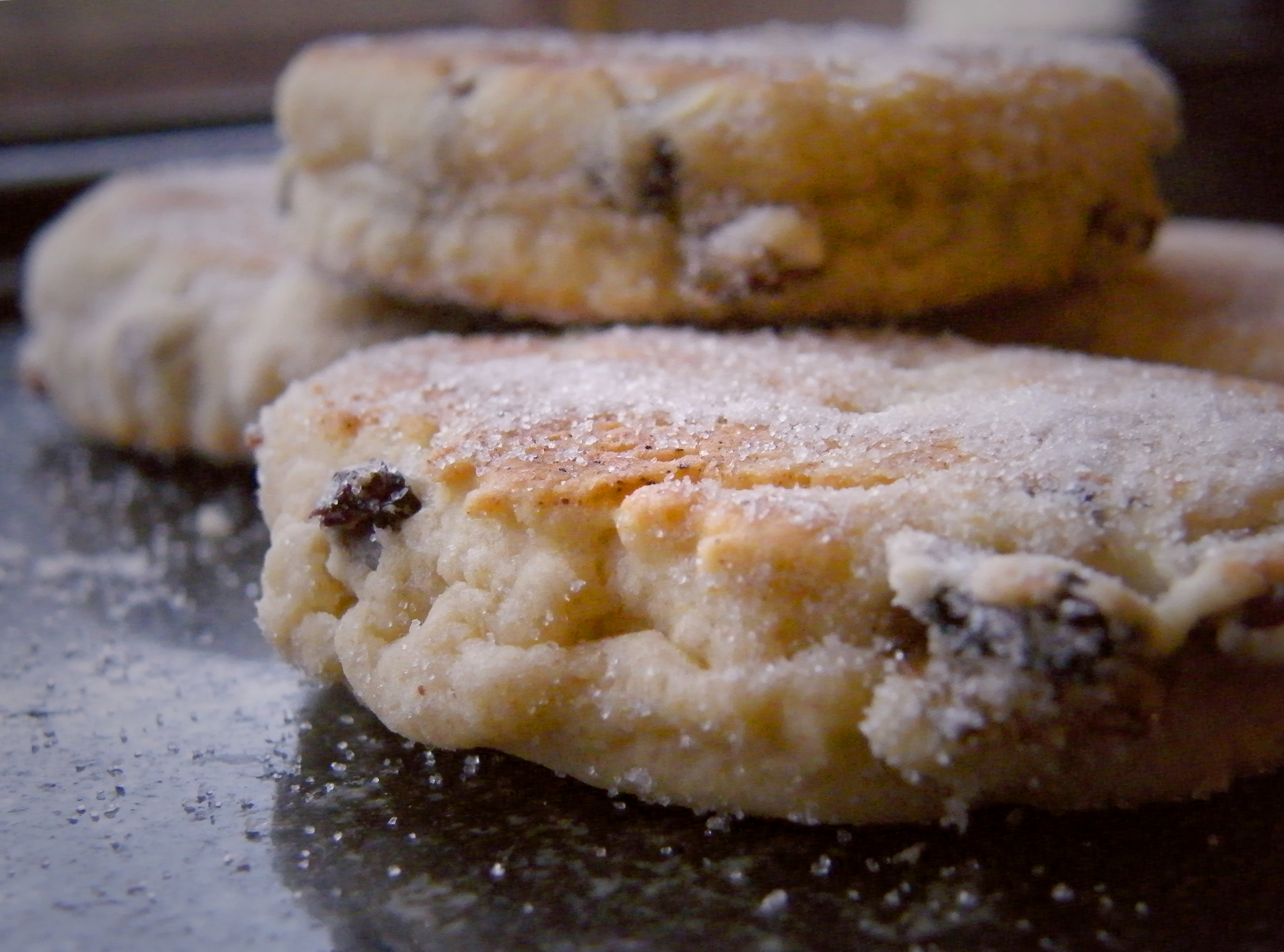
威爾斯飲食裡的威爾斯蛋糕

威爾士飲食（Welsh cuisine）是指威爾士地區的飲食文化和烹飪方法。威爾士的飲食文化受到英國其他地區飲食文化的很強影響，同時也給英國其他地區的飲食文化施加影響。威爾士養羊業發達，因此在威爾士使用羊肉的菜餚特別多。威爾士菜餚也經常包括海鮮，特別是在海岸地區，捕魚文化發達並且魚肉菜餚也十分普遍。諸如韭蔥等蔬菜也廣泛在威爾士菜餚中使用。威爾士的奶酪文化特別發達，最為著名的威爾士奶酪種類是卡爾菲利乾酪。啤酒則是威爾士的國民級飲料。威爾士有眾多自己的啤酒品牌。

## 主要特色菜肴
- 威爾士乾酪

## 外部連結
- Welsh Agricultural Statistics from the Welsh Assembly.
- Welsh Food
- Culture UK Welsh Food （页面存档备份，存于）
- Article on Welsh food in Spectator Scoff